# Острова, Лидия Александровна
Лидия Александровна Острова (3 августа 1914, Сочи, Российская империя — 2009, Санкт-Петербург, Россия) — российская советская художница, живописец и график, член Санкт-Петербургского Союза художников (до 1992 года — Ленинградской организации Союза художников РСФСР).

## Биография
Лидия Александровна Острова родилась 3 августа 1914 года в городе Сочи в семье служащего. Наклонности к рисованию у юной Лидии(Лии) определились очень рано. Среднюю школу и детскую художественную студию она окончила одновременно уже в Ленинграде в 1931 году. Два года занималась на рабфаке при Ленинградском институте живописи, скульптуры и архитектуры, а в 1933 году была зачислена на первый курс факультета живописи. Занималась у Александра Карева, Александра Савинова, Константина Рудакова, Семёна Абугова.
В 1939 году оканчивает институт по мастерской Исаака Бродского с присвоением звания художника живописи. Дипломная работа — картина «Смотр юных дарований» (в других источниках указывается как «Смотр юных дарований в государственной филармонии») находится в Научно-исследовательском музее Академии художеств в Санкт-Петербурге.
В 1939 году принята в члены Ленинградского Союза Советских художников. Участвовала в выставках с 1939 года, экспонируя свои работы вместе с произведениями ведущих мастеров изобразительного искусства Ленинграда. Помимо занятий творчеством, преподавала в Ленинградском институте живописи, скульптуры и архитектуры имени И. Е. Репина и Ленинградском художественно-педагогическом училище (ныне имени Н. К. Рериха).
На протяжении всего творческого пути основными темами работ Л. Островой были музыка, театр, дети и цветы. Природа и музыка, начиная с дипломной картины, — главные источники её творческого вдохновения. Среди произведений, созданных Островой, картины «Портрет сына» (1949), «А. Чехов», «Берёзки» (обе 1957), «Вечер. Мальвы», «Сирень», «Колокольчики», «Весна» (все 1958), «Артисты органной классики Кира Изотова и И. А. Браудо», «Портрет артиста Ленгосэстрады П. П. Грачёва» (обе 1960), «Компанула. Натюрморт», «Родные просторы», «Портрет архитектора А. В. Жук с семьёй», «Портрет А. С. Аркина», «Портрет артистки Киры Изотовой» (все 1961), «Подсолнухи», «Жасмин. Натюрморт» (обе 1962), «Портрет художника Людмилы Гольцевой» (1963), «Сирень серебристая (на мостках)», «Портрет С. П. и А. С. Кузнецовых» (обе 1964), «Портрет студентки Ленинградского университета Лены» (1966), «Летние радости», «Композитор Сергей Прокофьев» (обе 1967), «Портрет Наташи Корниловой» (1971), «Золотая листва», «На косогоре» (обе 1972), «Ирочка. Лето» (1973), «Серое утро» (1974), «Память», «Портрет артистки Инны Чуриковой в роли Жанны Д’Арк» (обе 1975), «Портрет Иры со стрекозой» (1976), «Воскресное утро (Семья)» (1977), «Октябрь» (1979), «Июльское солнце (Молодая семья)» (1980), «Новогодний вечер» (1988) и другие.
Произведения Л. А. Островой находятся в Государственном Русском музее, в музеях и частных собраниях в России, США, Японии, Великобритании, Голландии, Бельгии, Швейцарии, Франции и других странах.

## Выставки
- 1960 год (Ленинград): Выставка произведений ленинградских художников 1960 года.
- 1960 год (Ленинград): Выставка произведений ленинградских художников.
- 1961 год (Ленинград): Выставка произведений ленинградских художников открылась в залах Государственного Русского музея.
- 1962 год (Ленинград): Осенняя выставка произведений ленинградских художников.
- 1964 год (Ленинград): Ленинград. Зональная выставка.
- 1967 год (Москва): Советская Россия. Третья Республиканская художественная выставка.
- 1971 год (Ленинград): Наш современник. Каталог выставки произведений ленинградских художников 1971 года.
- 1972 год (Ленинград): Наш современник. Вторая выставка произведений ленинградских художников.
- 1973 год (Ленинград): Натюрморт. Выставка произведений ленинградских художников.
- 1975 год (Ленинград): Наш современник. Зональная выставка произведений ленинградских художников.
- 1975 год (Москва): Советская Россия. Пятая республиканская выставка.
- 1976 год (Москва): Изобразительное искусство Ленинграда.
- 1977 год (Ленинград): Выставка произведений ленинградских художников, посвящённая 60-летию Великого Октября.
- 1980 год (Ленинград): Зональная выставка произведений ленинградских художников.
- 1988 год (Ленинград): Выставка произведений живописи художников Российской Федерации "Интерьер и натюрморт".
- Февраль 1993 года (Брюссель): Выставка «Русские художники».
- 1997 год (Санкт-Петербург): Связь времён. 1932-1997. Художники — члены Санкт-Петербургского Союза художников России.